# Marathon van Nagoya 1986
De marathon van Nagoya 1986 werd gelopen op zondag 2 maart 1986. Het was de 7e editie van de marathon van Nagoya. Alleen vrouwelijke elitelopers mochten aan de wedstrijd deelnemen. De Duitse Katrin Dörre kwam als eerste over de streep in 2:29.33.

## Uitslagen
| rang   | naam               | land | tijd    |
| ------ | ------------------ | ---- | ------- |
| Goud   | Katrin Dörre       | GER  | 2:29.33 |
| Zilver | Gabriele Riemann   | GER  | 2:32.38 |
| Brons  | Ngaire Drake       | NZL  | 2:38.46 |
| 4      | Misako Miyahara    | JPN  | 2:42.02 |
| 5      | Gabriela Górzyńska | POL  | 2:42.06 |
| 6      | Hisano Yokosuka    | JPN  | 2:42.07 |
| 7      | Yasuko Hashimoto   | JPN  | 2:42.14 |
| 8      | Izumi Kitamura     | JPN  | 2:43.42 |
| 9      | Chikage Kumano     | JPN  | 2:46.49 |
| 10     | Kayoko Iwamatsu    | JPN  | 2:48.12 |
| 11     | Miyuki Yamashita   | JPN  | 2:48.31 |
| 12     | Yoshiko Hirohama   | JPN  | 2:49.13 |
| 13     | Yuri Makita        | JPN  | 2:49.27 |
| 14     | Laurie Binder      | USA  | 2:51.30 |
| 15     | Iris Cook          | AUS  | 2:51.32 |

1984 ·
1985 ·
1986 ·
1987 ·
1988 ·
1989 ·
1990 ·
1991 ·
1992 ·
1993 ·
1994 ·
1995 ·
1996 ·
1997 ·
1998 ·
1999 ·
2000 ·
2001 ·
2002 ·
2003 ·
2004 ·
2005 ·
2006 ·
2007 ·
2008 ·
2009 ·
2010 ·
2011 ·
2012 ·
2013 ·
2014 ·
2015 ·
2016 ·
2017